# Leopoldo Méndez
Leopoldo Méndez (* 30. Juni 1902 in Mexiko-Stadt; † 8. Februar 1969 in Mexiko-Stadt) war ein mexikanischer Künstler. Er war 1968 eines der Gründungsmitglieder der Academia de Artes.

## Leben
1917 bis 1920 lernte er Malerei an der Academia de San Carlos in Mexiko-Stadt und von 1920 bis 1922 an der Freiluftmalschule von Santa Anita (Primera Escuela de Pintura al Aire Libre) in Chimalistac. Gemeinsam mit Germán Cueto, Manuel Maples Arce und Fermín Revueltas Sánchez gründete er die Künstlervereinigung Los Estridentistas. Méndez arbeitete in Mexiko-Stadt als Bühnenbildner und als Illustrator für verschiedene Zeitungen. Von 1926 bis 1928 lebte er in Jalapa, anschließend wieder in Mexiko-Stadt. Ab 1932 war er im Erziehungsministerium Abteilungsleiter für bildende Kunst. An verschiedenen Schulen unterrichtete er Zeichnen. Von 1933 bis 1938 gehörte er der Liga de Escritores y Artistas Revolucionarios (Liga der revolutionären Schriftsteller und Künstler, LEAR) an. 1937 gründete Méndez zusammen mit Alberto Beltrán, Ángel Bracho, Raúl Anguiano und anderen Künstlern die Taller de Gráfica Popular (Werkstatt der Volksgrafik, TGP), in der er lange als künstlerischer Leiter fungierte. Im Jahre 1939 ermöglichte ihm ein Guggenheim-Stipendium eine Reise in die USA. 1946 erhielt Méndez den Ersten Preis im nationalen Graphiksalon. 1947 bis 1949 schuf er Graphikserien für mehrere Filme. 1948 nahm er als Delegierter am Friedenskongress in Warschau teil. 1953 nahm er auf dem Friedenskongress in Wien den im Jahre 1952 an ihn und die Taller de Gráfica Popular verliehenen Internationalen Friedenspreis entgegen. 1954 wurde Méndez erneut der Erste Preis des nationalen Graphiksalons verliehen. 1960 erhielt er den Ersten Preis auf der Biennale in Mexiko. Mit Manuel Álvarez Bravo und Mariana Yampolsky gründete er 1958 den Verlag Fondo Editorial de la Plástica Mexicana und publizierte Kunstbände.

## Werke
- Deportación en la muerte (Ausweisung in den Tod), 1942[2]
- Homenaje a José Guadalupe Posada, 1953[2]